# Steirastoma melanogenys
Steirastoma melanogenys är en skalbaggsart som beskrevs av White 1855. Steirastoma melanogenys ingår i släktet Steirastoma och familjen långhorningar.
Artens utbredningsområde är:
- Costa Rica.
- Guyana.
- Honduras.
- Nicaragua.
- Panama.
- Surinam.

Inga underarter finns listade i Catalogue of Life.